# Ana de Bentheim-Tecklenburg
La princesa Ana de Anhalt-Bernburg (nacida Condesa Ana de Bentheim-Tecklenburg; 4 de enero de 1579-9 de diciembre de 1624) fue la consorte del príncipe Cristián I de Anhalt-Bernburg.

## Biografía
La Condesa Ana de Bentheim-Tecklenburg nació en Bentheim el 4 de enero de 1579 siendo hija de Arnaldo III de Bentheim-Steinfurt-Tecklenburg-Limburg y de Magdalena de Neuenahr-Alpen.
El 2 de julio de 1595 contrajo matrimonio con el Príncipe Cristián I de Anhalt-Bernburg en Lorbach. Tuvieron dieciséis hijos:
1. Federico Cristián (n. y m. Amberg, 2 de mayo de 1596).
2. Amalia Juliana (Amberg, 10 de septiembre de 1597 - Neinburg, Hannover, 11 de agosto de 1605).
3. Príncipe Cristián II de Anhalt-Bernburg (Amberg, 11 de agosto de 1599 - Bernburg, 22 de septiembre de 1656).
4. Leonor María (Amberg, 7 de agosto de 1600 - Strelitz, 17 de julio de 1657), desposó el 7 de mayo de 1626 al Duque Juan Alberto II de Mecklemburgo-Güstrow.
5. Una hija (n. y m. Amberg, mayo? de 1601).
6. Sibila Isabel (Amberg, 10 de febrero de 1602 - Strelitz, 15 de agosto de 1648).
7. Ana Magdalena (Amberg, 8 de marzo de 1603 - 30 de octubre de 1611).
8. Ana Sofía (Amberg, 10 de junio de 1604 - Bernburg, 1 de septiembre de 1640).
9. Luisa Amalia (Amberg, 14 de enero de 1606 - Bernburg, 17 de octubre de 1635).
10. Ernesto (Amberg, 19 de mayo de 1608 - Naumburgo, 3 de diciembre de 1632), coronel de un regimiento de caballería en el servicio sajón, herido fatalmente en la batalla de Lützen (1632).
11. Amöena Juliana (Amberg, 13 de noviembre de 1609 - Bernburg, 31 de julio de 1628).
12. Inés Magdalena (Amberg, 8 de octubre de 1612 - Wildungen, 17 de julio de 1629).
13. Príncipe Federico de Anhalt(-Bernburg)-Harzgerode (Ensdorf, 16 de noviembre de 1613 - Plötzkau, 30 de junio de 1670).
14. Sofía Margarita (Amberg, 16 de septiembre de 1615 - Dessau, 27 de diciembre de 1673), desposó el 14 de julio de 1651 al Príncipe Juan Casimiro de Anhalt-Dessau.
15. Dorotea Matilde (Amberg, 11 de agosto de 1617 - Bernburg, 7 de mayo de 1656).
16. Federico Luis (Amberg, 17 de agosto de 1619 - Harzgerode, 29 de enero de 1621).

En 1603 su marido se convirtió en el Príncipe de Anhalt-Bernburg, haciendo de ella la consorte. Ana murió el 9 de diciembre de 1624 en Bernburg. Está enterrada en la cripta de la Iglesia de San Egido del castillo.